# Инцидент с Айдзавой
Инцидент с Айдзавой (яп. 相沢事件, あいざわじけん айдзава дзикэн) — убийство генерал-лейтенанта Нагаты Тэцудзана, начальника службы военных дел Министерства армии Японии подполковником императорской армии Айдзавой Сабуро днём 12 августа 1935 года.
После октябрьского инцидента 1931 года в Императорской армии Японии образовались две фракции, которые начали враждовать между собой — Тосэйха и Кодоха.
В марте 1934 года один из лидеров первой фракции, Нагата Тецудзан, был назначен начальником службы военных дел Министерства армии Японии, в связи с чем усилилось преследование фракции оппонентов. Из-за этого Айдзава Сабуро, который разделял взгляды молодого офицерства фракции императорского пути, убил Нагату как ответственного за репрессии в армии.
Молодое офицерство использовало судебный процесс над своим единомышленником для декларации сопротивления враждебной фракции, а впоследствии совершило попытку государственного переворота 26 февраля 1936 года. Мятеж провалился, а 3 июля 1936 года Айдзава Сабуро был казнён по приговору военного трибунала.